# Kaigun Rikusentai

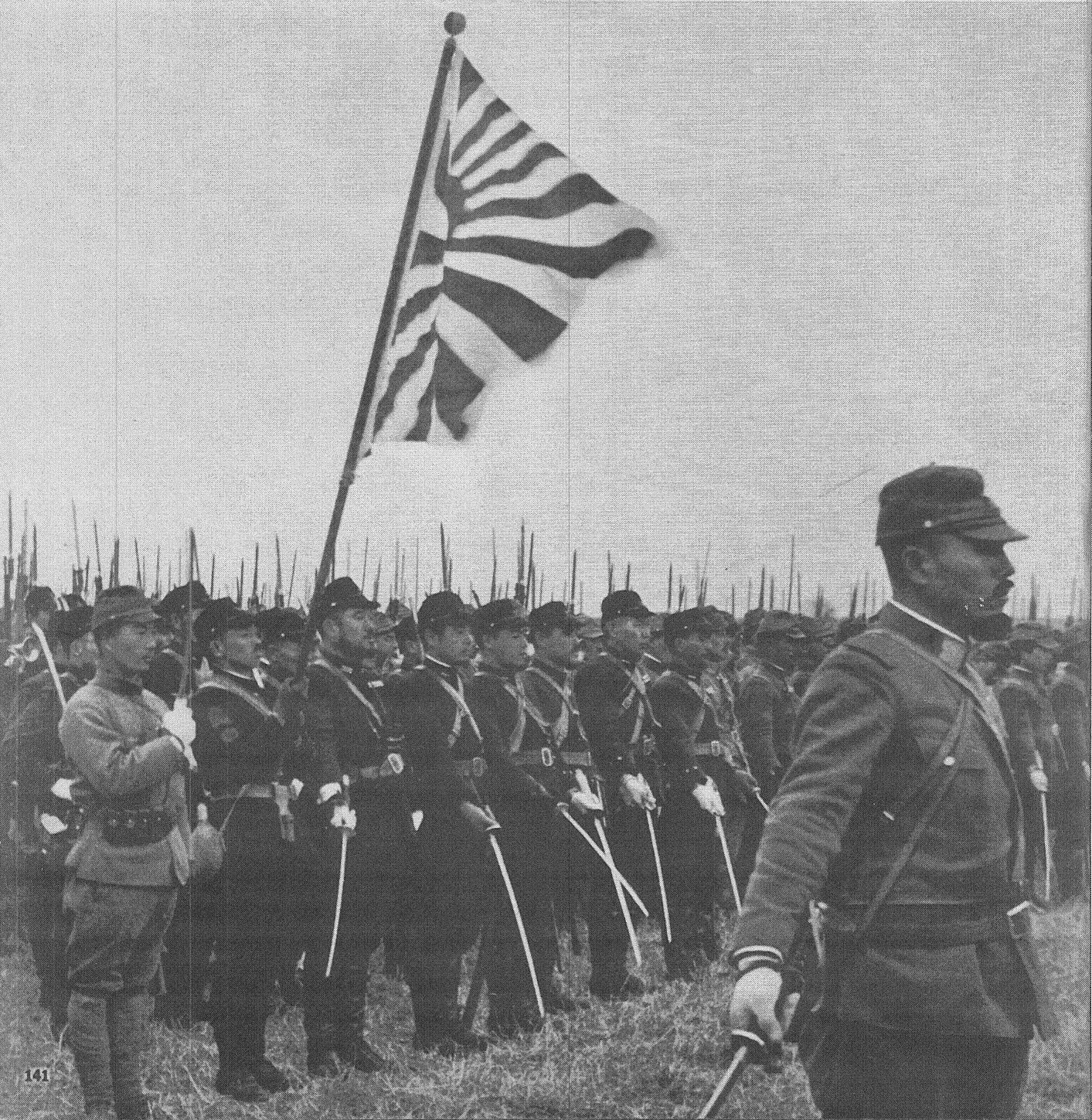
Tropas japonesas em Nanking.

Kaigun Rikusentai (海軍特別陸戦隊 Kaigun Tokubetsu Rikusentai), nome dado às Forças de Desembarque do Japão, foi a principal unidade de fuzileiros navais da Marinha Imperial Japonesa que combateram principalmente Segunda Guerra Mundial. O significado do termo é de um agrupamento de componentes da tripulação de um navio de guerra mobilizado para operações em terra.

## Origem
Inicialmente estas forças pertenciam ao Exército, porém durante a Primeira Guerra Mundial, foram transferidas para a Marinha, sendo usadas como forças de desembarque em operações terrestres.
Os Kaigun Rikusentai entraram em combate pela primeira vez em Xangai,em 1932. No início suas unidades eram constituídas de aproximadamente de 2 mil homens. A maioria da tropas foram criadas entre 1940 e 1941, ou mesmo mais tarde, e sua composição, foi variando passando de 750 a 1,5 mil homens, ou mais, dependendo do tipo da operação.

## Formação
Em 1941, a organização de cada Kaigun Rikusentai, compreendia duas companhias de fuzileiros navais e uma ou duas de armas pesadas.
A organização habitual de uma companhia compreendia um quartel-general sob o comando de um oficial, geralmente no posto de comandante, entre quatro e seis pelotões de fuzileiros e um pelotão de metralhadoras.
- O Pelotão de Fuzileiros era composto por três esquadrões, cada um formado por treze fuzileiros, dos quais um era armado com uma metralhadora com suporte bípede, e uma esquadra de apoio com treze homens e três morteiros de 50 mm;

- O Pelotão de Metralhadoras por sua vez, compreendia quatro esquadras de, pelo menos, dez homens com duas metralhadoras tripé;
- As companhias de armas pesadas davam apoio de artilharia e contavam com  dois canhões de campanha de 75 mm, dois obuses de 70 mm, quatro canhões navais de 75 mm sobre rodas, morteiros de 81 mm e, em alguns casos canhões antitanques de 47 mm.

## Uniformes
Diferentemente do Exército, cujos uniformes era de cor cáqui, os uniformes do Kaigun Rikusentai eram verde-oliva-escuro. O calçado era igual, exceto pela cor da botas. que eram pretas ao invés de marrons. Os capacetes tinham uma âncora no lugar da estrela, exibida nos capacetes do exército, e muitas vezes era coberto por uma rede onde se entrelaçava vegetação local como camuflagem.

## Designação
Uma das particularidades destas unidades é de que algumas tinham treinamento para operações aerotransportadas e salto com paraquedas, especialmente os 1º, 2º e 3º Kaigun Rikusentai de Yokosuka, estes foram os primeiros formados logo no início da guerra , realizando seu primeiro saldo em 16 de Novembro de 1941.
Estas unidades eram consideradas tropas de elite, bem treinadas e equipadas, desempenharam papel fundamental no inicio das ofensivas. No final da guerra, estas tropas que possuíam, caráter extremamente ofensivo tiveram de adaptar-se às operações  defensivas para tentar manter o controle das ilhas do perímetro controlado pelo Japão.
Destas últimas ações a mais famosa foi a defesa de Tarawa, onde homens do 3º de Sasebo (1 497 homens), juntamente com membros da 3ª Unidade Especial (1,1 mil membros), infringiram mais de 3 mil baixas aos norte-americanos, antes do final dos combates.